# Helina neosimplex
Helina neosimplex är en tvåvingeart som beskrevs av John Otterbein Snyder 1957. Helina neosimplex ingår i släktet Helina och familjen husflugor. Inga underarter finns listade i Catalogue of Life.